# Championnat de France de football 1908 (USFSA)
Navigation
Championnat 1907 Championnat 1909
Le Championnat de France de football USFSA 1908 met aux prises les champions régionaux de l'USFSA.

## Championnat de France

### Participants
Les participants sont les vainqueurs des championnats régionaux :
- Champion de Paris : RC France
- Champion du Nord : RC Roubaix
- Champion de Haute-Normandie : Le Havre Sports
- Champion de Basse-Normandie : UALM Caen
- Champion de Bretagne : Stade rennais
- Champion de Picardie : Amiens AC
- Champion du Guyenne et Gascogne : Stade bordelais UC
- Champion du Littoral : Olympique de Marseille
- Champion de Lorraine : SUL Nancy
- Champion des Pyrénées : Stade Olympien Vélo Club de Toulouse
- Champion du Lyonnais : FC Lyon
- Champion du Languedoc : SC Nîmes
- Champion de la Côte d’Azur : Stade raphaëlois
- Champion du Centre-Ouest : Racing Club angevin
- Champion des Alpes : Stade grenoblois
- Champion de l'Angoumois : SVA Jarnac
- Champion de Champagne : RC Reims
- Champion de l'Atlantique : Stade nantais UC
- Champion des Ardennes :

### Premier tour préliminaire
- 23 février 1908
  - À Lyon. FC Lyon 3-1 Stade grenoblois
  - À Angers. Racing Club Angevin - Stade nantais UC
  - Stade Lorrain contre RC Bourguignon ou SR Belfortais [1],[2]
  - Jarnac contre Angoulême [1]
  - Reims contre RC Ardennais [1]

### Deuxième tour préliminaire
- 1er mars 1908[3]
  - À Nîmes. SC Nîmes 2-5 Olympique de Marseille
  - À Marseille. Stade raphaëlois 2-1 FC Lyon
  - À Bordeaux. Stade bordelais UC 2-4 Stade Olympien Vélo Club de Toulouse
  - À Amiens. Amiens AC 2-0 RC Reims

### Troisième tour préliminaire
- 8 et 15 mars 1908
  - Cercle des Sports Stade Lorrain 3-2 Amiens AC
  - Stade Olympien Véto Sport Toulousain 18-0 SVA Jarnac
  - À Draguignan, le 15. Olympique de Marseille 4-0 Stade raphaëlois
  - Stade rennais - RC Angers (forfait d'Angers)
  - RC France, RC Roubaix et UALM Caen qualifiés d'office

### Quarts de finale
- 22, 29 mars et 5 avril 1908
  - À Sète, le 22. Olympique de Marseille 3-0 Stade Olympien Vélo Club de Toulouse
  - À Châlons, le 29. RC France 1-3 Cercle des Sports Stade Lorrain (qualification du RCF sur tapis vert, battu une semaine plus tôt 2-1)[4]
  - RC Roubaix 4-2 UALM Caen
  - À Suresnes, le 5. Le Havre Sports 2-1 Stade rennais

### Demi-finales
- 5[5] et 26 avril 1908[6]
  - À Marseille, le 5. Olympique de Marseille 1-2 RC France
  - À Amiens, le 26. RC Roubaix 4-0 Le Havre Sports

### Finale
La finale a lieu le 3 mai 1908.
| 3 mai 1908 | RC Roubaix                   | 2 – 1 | RC France  | Stade du SC tourquennois, Tourcoing |                    |
| | C. Renaux 10e · François 70e | (1 – 1) | Matthey 6e | Arbitrage : Millar                  | Arbitrage : Millar |
| A. Renaux – George Scott, Jean Dubly – Vandendriessche, C. Renaux, Adolphe Smeets – Sartorius, Pierre Catteau, François, Jenicot, Gabriel Colette | Équipes                      | V. Keigwin – Victor Sergent, G. Chavez – R. Forestier, Pierre Allemane, H. Jordan – A. Tunmer, M. Fahmy, Raoul Matthey, J. Jordan, André Puget |            | Arbitrage : Millar                  | Arbitrage : Millar |

## Sources
- (en) Frédéric Pauron, « France 1892-1919 : 1907/08 », sur rsssf.com, 24 avril 2004 (consulté le 16 octobre 2009)